# Трёхпалатный парламент ЮАР
Парламент Южно-Африканской Республики в период с 1984 по 1994 гг. состоял из трёх палат, что было установлено Конституционным актом Южно-Африканской Республики 1983 года. Палаты комплектовались по расовому признаку. Палата собрания (африк. Volksraad) состояла из белых, Палата представителей (африк. Raad van Verteenwoordigers) из так называемых «цветных», а Палата делегатов (африк. Raad van Afgevaardigdes) из индийцев. Таким образом, формальное право политического голоса предоставлялось, помимо европеоидов, отныне и потомкам смешанных браков и переселенцев из Индии. Тем не менее, представители негроидной расы («банту») по-прежнему были исключены из политической жизни страны.

## История
Прогнозировать последующую модернизацию парламента можно было уже в 1981 году, когда Сенат был заменён Советом Президента (африк. Presidentsraad), который являлся консультативным органом, состоящим из 60 членов, выдвинутых от белых, цветных, индийцев и китайцев.
По просьбе премьер-министра Питера Виллема Боты, Совет Президента представил реформу конституционной и политической реформы в 1982 году. Суть этой реформы заключалась в осуществлении «разделения власти» между белыми, цветными и индийцами. Правое крыло Национальной партии (африк. Nasionale Party), правящей в ЮАР с 1948 года, было очень недовольно этими предложениями, и группа его депутатов, во главе с доктором Андриесом Треурнихтом, членом Кабинета министров и лидером НП в Трансваале, отделилась и сформировала Консервативную партию (африк. Konserwatiewe Party van Suid-Afrika), которая впоследствии боролась за восстановление апартеида в первозданном виде.
Питер Виллем Бота, однако, настаивал на реализации предложенной Советом Президента конституционной реформы, и в 1983 году правительство, сформированное правящей Национальной партией, предложило новый Конституционный акт.

### Референдум
|  | Да  |
|  | Нет |

Референдум 1983 года. Результаты по провинциям:

Для принятия проекта Конституции необходимо было его одобрение избирателями, поэтому на 2 ноября 1983 года был назначен референдум среди белых избирателей. Прогрессивная федеральная партия (англ. Progressive Federal Party, африк. Progressiewe Federale Party), которая возражала против отказа правительства включать негров в политическую жизнь страны, а также Консервативная партия, которая возражала против участия мулатов и индийцев, призывали голосовать против принятия нового Конституционного акта. Консервативная оппозиция реформам использовала лозунг «Родезия проголосовала за — голосуй против!», напоминая гражданам о крайне резкой и порой насильственной трансформации политической и общественной жизни в Родезии, когда к власти пришло правительство большинства.
Однако многие последователи Прогрессивной федеральной партии и часть антиправительственных англоязычных СМИ поддержали новую Конституцию как «шаг в правильном направлении». Как следствие, «за» реформу проголосовали почти две трети (66.3 %) участвовавших избирателей. Проект Конституции был впоследствии принят парламентом как Конституционный акт Южно-Африканской Республики 1983 года.

### Оппозиция
Предложенные выборы в Палату представителей и Палату делегатов в августе 1984 года столкнулись с мощной оппозицией. Объединённый демократический фронт (англ. United Democratic Front), сформированный рядом общественных организаций и профсоюзов (в основном поддерживающих Африканский национальный конгресс), призывал бойкотировать эти выборы. Тем не менее, поскольку референдум состоялся, выборы были назначены и проведены.
Палаты парламента, представлявшие цветных и индийцев, пострадали от кризиса доверия в связи с избирательным бойкотом, что привело к заведомо низкой явке (выборы 1984 года достигли явки лишь 16,2 % избирателей). Избранные в эти палаты депутаты были презираемы их этническими общинами за участие в системе апартеида. В 1987 году Фредерик ван Зил Слабберт, лидер оппозиции в Палате собрания, ушёл из политики, поскольку осознал, что его деятельность все в большей и большей степени не имеет отношения к политическому будущему Южной Африки.